# Хатынгнах (приток Уяндины)
Хатынгнах (Хатыннах) (якут. Хатыҥнаах) — река в Якутии, левый приток Уяндины (бассейн Индигирки). Длина — 444 км, площадь бассейна — 10 100 км². Образуется от слиянии рек Донской и Нончонджя, стекающих с Полоусного кряжа. Течёт по Абыйской низменности. Питание снеговое и дождевое.

## Топографические карты
- Лист карты R-54-XXIX,XXX перевал. база Дальстроя. Масштаб: 1 : 200 000. Указать дату выпуска/состояния местности.
- Лист карты R-54-XXXV,XXXVI Сыаганнах. Масштаб: 1 : 200 000. Указать дату выпуска/состояния местности.
- Лист карты R-55-XXXI,XXXII Абый. Масштаб: 1 : 200 000. Указать дату выпуска/состояния местности.